# Kaaitheater
Le Kaaitheater est un centre d'art bruxellois néerlandophone installé dans un bâtiment remarquable du patrimoine de la ville – l'immeuble La Luna – transition entre les styles art déco et moderniste, qui abritait à l’origine le Lunatheater.
Le Kaaitheater possède deux implantations toutes deux situées dans le quartier des quais. Dans la  salle principale du Luna, sont présentées les grandes productions de théâtre contemporain et de danse ainsi que  des concerts, privilégiant des œuvres novatrices. Les plus petites productions et les répétitions sont accueillies au Kaaitheaterstudio's, à quelques centaines de mètres, installé dans une ancienne brasserie restaurée.
L'édifice mitoyen, ancien garage du concessionnaire Citroën, sera transformé, à l'horizon 2020, en un nouveau grand centre culturel et artistique. Il accueillera un musée d'art moderne et contemporain (dont la collection sera alimentée entre autres par le Musée Georges Pompidou) ainsi qu'un centre d'architecture, qui abritera les Archives d'architecture moderne et la Fondation CIVA.

## Le bâtiment
Le Luna a été construit à proximité du canal entre 1929 et 1932 par l’architecte Marcel Driesman. Le bâtiment qui mêle salle de spectacle, café, bureaux et logements comportait 42 appartements. Dans l’aile latérale le long du canal, se trouvaient la buvette, des salles de réunions et les bureaux de la direction.
Théâtre de variétés durant les années 1940 et 1950, puis magasin de tapis, le bâtiment est abandonné à la suite des nuisances occasionnées par les travaux du métro et l’installation, devant ses fenêtres, du viaduc du boulevard Léopold II (disparu depuis). Fortement dégradé, le théâtre est rénové en 1992 et loué par la Communauté flamande pour servir à la fois au Kaaitheater et à l’Ancienne Belgique durant la rénovation de ses locaux qu’elle a réintégré en 1996.
Les sept étages sont occupés par différentes institutions culturelles.

## Accessibilité
| ___ | Ce site est desservi par les stations de métro : Yser et Ribaucourt. |